# Suecia en la Copa Mundial de Fútbol de 1934
La selección de Suecia en la Copa Mundial de Fútbol de 1934, fue uno de los 16 países participantes de la Copa Mundial de Fútbol de 1934, realizada en Italia. El seleccionado sueco clasificó a la cita de Italia, gracias a que obtuvo el primer lugar del primer grupo de la eliminatoria de la UEFA, por delante de Lituania y Estonia.

## Clasificación

### Grupo 1
| Equipo   | Pts | PJ | PG | PE | PP | GF | GC | Dif |
| -------- | --- | -- | -- | -- | -- | -- | -- | --- |
| Suecia   | 4   | 2  | 2  | 0  | 0  | 8  | 2  | 6   |
| Lituania | 0   | 1  | 0  | 0  | 1  | 0  | 2  | -2  |
| Estonia  | 0   | 1  | 0  | 0  | 1  | 2  | 6  | -4  |

### Partidos
| Fecha               | Lugar     |          |                     | Resultado |                    |         |
| ------------------- | --------- | -------- | ------------------- | --------- | ------------------ | ------- |
| 11 de junio de 1933 | Estocolmo | Suecia   | Bandera de Suecia   | 6:2 (4-0) | Bandera de Estonia | Estonia |
| 29 de junio de 1933 | Kaunas    | Lituania | Bandera de Lituania | 0:2 (0-0) | Bandera de Suecia  | Suecia  |

## Futbolistas
| #          | Posición       | Nombre             | Fecha de nacimiento      | P. Sel. | Club                   |
| ---------- | -------------- | ------------------ | ------------------------ | ------- | ---------------------- |
| -          | Centrocampista | Ernst Andersson    | 26 de marzo de 1909      | -       | IFK Göteborg           |
| -          | Delantero      | Otto Andersson     | 7 de mayo de 1910        | -       | Örgryte IS             |
| -          | Defensa        | Sven Andersson     | 14 de febrero de 1907    | -       | AIK                    |
| -          | Defensa        | Nils Axelsson      | 18 de enero de 1906      | -       | Helsingborgs IF        |
| -          | Centrocampista | Rune Carlsson      | 1 de octubre de 1909     | -       | IFK Eskilstuna         |
| -          | Centrocampista | Victor Carlund     | 5 de febrero de 1906     | -       | Örgryte IS             |
| -          | Delantero      | Gösta Dunker       | 16 de septiembre de 1905 | -       | Sandvikens IF          |
| -          | Delantero      | Ragnar Gustavsson  | 28 de septiembre de 1907 | -       | GAIS                   |
| -          | Delantero      | Carl-Erik Holmberg | 17 de julio de 1906      | -       | Örgryte IS             |
| -          | Delantero      | Gunnar Jansson     | 17 de agosto de 1907     | -       | Gefle IF               |
| -          | Centrocampista | Georg Johansson    |                          | -       | IK Brage               |
| -          | Delantero      | Sven Jonasson      | 9 de julio de 1909       | -       | IF Elfsborg            |
| -          | Delantero      | Tore Keller        | 4 de enero de 1905       | -       | IK Sleipner Norrköping |
| -          | Delantero      | Knut Kroon         | 19 de junio de 1906      | -       | Helsingborgs IF        |
| -          | Centrocampista | Helge Liljebjörn   | 16 de agosto de 1904     | -       | GAIS                   |
| -          | Delantero      | Harry Lundahl      | 16 de octubre de 1905    | -       | IFK Eskilstuna         |
| -          | Delantero      | Gunnar Olsson      | 19 de julio de 1908      | -       | GAIS                   |
| -          | Centrocampista | Nils Rosén         | 22 de mayo de 1902       | -       | Helsingborgs IF        |
| -          | Portero        | Anders Rydberg     | 3 de marzo de 1903       | -       | IFK Göteborg           |
| -          | Centrocampista | Einar Snitt        | 13 de octubre de 1905    | -       | Sandvikens IF          |
| -          | Delantero      | Arvid Thörn        | 13 de febrero de 1911    | -       | IFK Grängesberg        |
| -          | Portero        | Eivar Widlund      | 15 de junio de 1906      | -       | AIK                    |
| Entrenador | József Nagy    | József Nagy        |                          |         |                        |

## Participación

### Primera fase
| 27 de mayo de 1934, 16:30 | Suecia                       | 3:2 (1:1) | Argentina              | Stadio del Littoriale, Bolonia                          |                                                         |
|                           | Jonasson 9', 67' · Kroon 79' | Reporte   | Belis 4' · Galateo 48' | Asistencia: 14.000 espectadores Árbitro(s): Erwin Braun | Asistencia: 14.000 espectadores Árbitro(s): Erwin Braun |

### Cuartos de final
| 31 de mayo de 1934, 16:30 | Alemania         | 2:1 (0:0) | Suecia     | Stadio San Siro, Milán                                        |                                                               |
|                           | Hohmann 60', 63' | Reporte   | Dunker 82' | Asistencia: 3.000 espectadores Árbitro(s): Rinaldo Barlassina | Asistencia: 3.000 espectadores Árbitro(s): Rinaldo Barlassina |